# 81-540.8/541.8
81-540.8/541.8 — тип электровагонов метрополитена, созданный на заводе «Вагонмаш» в Санкт-Петербурге в 2004 году по заказу Петербургского метрополитена на базе модели 81-540/541. Всего было выпущено 42 метровагона. Головным вагонам было присвоено обозначение 81-540.8, а промежуточным — 81-541.8. Получил прозвища «Дракула», «головастый» и подобные за необычно увеличенные размер и конфигурацию маски головных вагонов. Ожидалось, что к продлению Лахтинско-Правобережной линии в виде перспективного участка «Спасская» — «Горный институт» все головные вагоны прекратят своё существование, поскольку должны были быть переоборудованы в промежуточные вагоны (путём демонтажа кабины управления) для большей пассажировместимости, однако позже конкурс, проводимый для переоборудования вагонов, был отменён ввиду отсутствия заявок. Впоследствии процесс модернизации был возобновлён.

## Экстерьер и интерьер
В вагонах новой модификации была применена более просторная кабина машиниста с вентиляционной установкой, а также были использованы пластиковые детали для облицовки кабины машиниста и салона вагонов. Кроме того, с фронтальной части кабины установлена широкая дверь, предназначенная для экстренной эвакуации пассажиров из вагонов поезда в случае чрезвычайной ситуации.
Существуют два типа вагонов данной модификации: в вагонах первого типа используется угловатая кабина, облицованная снаружи пластиковыми панелями белого и/или синего цветов; в вагонах второго типа смонтирована полностью стеклопластиковая кабина (аналогичные кабины используются в вагонах, строящихся для Казанского метрополитена — 81-553.3/554.3/555.3).
В головных вагонах, имеющих обозначение 81-540.8, была применена новая схема внешнего освещения: непосредственно над лобовым стеклом размещены 3 фары, а на одной линии с ними — красные габаритные огни; на уровне автосцепки вагона расположены ещё 2 фары.
Трудногорючие пластиковые панели бежевого и красного цветов были применены в вагонах с нумерацией 10280—10284 и 11496—11503. Данные панели установили на наддверных люках, боковых стенках пассажирских сидений и в торцевых частях салонов.
Интерьер же вагонов с нумерацией 10285—10286 и 11504—11507 выполнен несколько иначе. Салон вагонов состоит полностью из стеклопластиковых панелей, выполненных в светло-зелёной гамме. Также тёмно-зелёный цвет имеют поручни, вентиляционные решётки и посты связи «Пассажир — машинист», а двери окрашены в светло-зелёный цвет. В салонах вагонов установлены антивандальные сиденья, цветовая гамма которых выдержана в рамках общего оформления салона.
Торцевые двери всех вагонов данного типа сделаны более широкими, а также над сцепными устройствами в межвагонном пространстве были установлены порожки, призванные предотвратить падение на путь пассажиров и работников метрополитена при переходе из одного вагона в другой.

## Эксплуатация
В настоящее время эксплуатируются только промежуточные вагоны на Правобережной и Фрунзенско-Приморской линиях Петербургского метрополитена. Головные вагоны эксплуатировались только на Правобережной линии в 2004—2018 годах. В связи с переходом четвёртой линии на семивагонную составность, часть головных вагонов была снята с эксплуатации, в их числе и все головные вагоны этого типа.

## Модернизация (утрата статуса головного вагона)
Для продления Правобережной линии в виде перспективного участка «Спасская» — «Горный институт» планировалось проведение модернизации головных вагонов серии 81-540.8, приписанных к электродепо ТЧ-3 «Московское» в промежуточные вагоны с целью увеличения их пассажировместимости, в связи с чем модель должна была полностью прекратить своё существование, однако конкурс на модернизацию ввиду отсутствия заявок вскоре был отменён. Впоследствии процесс модернизации был возобновлён. Модернизация проводилась на ОЭВРЗ; две разновидности головных вагонов серии 81-540.8 в количестве пяти единиц с неофициальными названиями «Саблезуб» и «Головастик» 14 сентября 2024 года находились на железнодорожной станции Автово. Вскоре после модернизации, 22 декабря 2024 года бывшие головные вагоны, получившие заводское обозначение 81-541.8, прибыли обратно. На момент 22 декабря 2024 года, находились на железнодорожной станции Нарвская. В дальнейшем планируется модернизация ещё девяти головных вагонов.

## В компьютерных играх
Обе разновидности вагонов 81-540.8 воссозданы в дополнении (моде) «Metrostroi Subway Simulator» к игре «Garry’s Mod» в Steam, разработаны «игроками-энтузиастами» и функционируют в виде аддонов в Steam Workshop. Дополнение отличается от прочих компьютерных симуляторов поезда высокой реалистичностью и широкой кастомизацией каких-либо действий.